# Tour de César (Châtillon-sur-Indre)
Pour les articles homonymes, voir Tour César.
La tour de César est le donjon du château de Châtillon-sur-Indre, dans le département de l'Indre, région Centre-Val de Loire.

## Historique

### Quelques données sur l'histoire du château
D'après le Liber de compositione castri Ambaziae, Charles II le Chauve a donné Buzançais, la motte et le logis de Châtillon et le tiers d'Amboise à un de ses fidèles nommé Haimon ou Aimon qui appartenait à une famille apparentée au roi. Son fils Robert hérite de ses biens qu'il transmet à sa mort à Haimon de Buzançais. Son fils 
Sulpice Mille Boucliers lui succède et transmet ses biens à son fils Robert II. Ils passent ensuite au fils de Robert II, Archambaud. C'est vers 1030, à la mort d'Archambaud, que le comte d'Anjou Foulque Nerra prend le contrôle de Châtillon au moment du partage des biens entre les descendants d'Haimon. Foulque Nerra désigne comme héritière Hersende de Buzançais mariée à Lisois, châtelain d'Amboise. Les descendants d'Archambaud restèrent châtelains de Châtillon jusqu'au début du XIIe siècle, mais le château était entré dans l'orbite des comtes d'Anjou.
Le château va voir son rôle militaire s'affirmer au moment où Henri II Plantagenêt monte sur le trône d'Angleterre, en 1154. Le château est à la limite des domaines du roi d'Angleterre et du roi de France. Henri II passe un acte en 1170 à Châtillon-sur-Indre au profit de l'abbaye de Beaugerais. Il y rencontre le 7 octobre 1188 le roi de France Philippe Auguste. Le château a dû être pris la même année par ce dernier.
Par le traité passé le 8 juillet 1193 par Richard Cœur de Lion avec Philippe Auguste, le château de Châtillon, avec celui de Loches et d'Arches sont donnés en gage au roi de France. Le château entre définitivement dans le domaine royal en 1205 avec la conquête de la Touraine par Philippe Auguste.
Philippe Auguste cède les châteaux de Châtillon et de Loches en fief et hommage lige à Dreu de Mello, fils du connétable de France de même nom, en avril 1205, sous la condition qu'il lui soit restitué à sa demande. Après la mort de Dreu de Mello, ses héritiers contestant le retour automatique au domaine royal passent une transaction avec le roi en décembre 1249. Le neveu de Dreu de Mello reçoit une rente de 600 livres contre la renonciation aux châteaux de Châtillon et de Loches. Dès 1250, ils sont inclus dans les recettes des prévôtés des bailliages de France.
En septembre 1274, le roi Philippe III donne le château, la ville et la châtellenie de Châtillon à son chambellan, Pierre de La Brosse (ou Pierre de Broce). Il n'a été seigneur de Châtillon que jusqu'au début de 1278. Pendant ce cours temps, il a fait construire les bâtiments du logis. Accusé de trahison au profit d'Alphonse de Castille, il a été pendu en juin 1278. Ses biens ont été confisqués au profit du roi au moment de sa disgrâce. Le chantier de construction du château de Châtillon est encore actif. L'enquête faite à cette occasion par le bailli de Touraine permet de connaître l'état des travaux et des noms d'entrepreneurs et ouvriers du chantier. Cette enquête montre que de nombreuses ressources ont été prélevées pour conduire la construction du château à marche forcée. La terrasse devant le logis a été terminée peu avant 1285. Elle correspond à une transformation du château-fort en château résidentiel.
Le château apparaît dans les textes du XIIIe siècle et XIVe siècle comme un lieu de séjour occasionnel du roi. Il est doté d'un personnel permanent :
- Philippe III est au château de Châtillon du 26 au 30 novembre 1283,
- Philippe IV est à Châtillon en mai 1289, août 1305 et avril 1307,
- Jean II, alors prince héritier, y séjourne entre novembre 1345 et février 1346.

Peu de travaux sur le château sont mentionnés pour cette époque. En 1304 et 1305, des réparations sont faites sur la « Grosse Tour » (qui ne s'appelle pas encore Tour de César) par Jean de Louvres (qui n'est pas l'architecte du Palais des Papes). C'est la première mention écrite sur le donjon.
Le château a fait partie du duché de Touraine à une date inconnue. Elle est certaine par Louis Ier d'Orléans, duc de Touraine entre 1386 et 1392.
Louis d'Amboise, vicomte de Thouars, utilise le château de Châtillon comme prison en 1432.
Le château retourne ensuite au domaine royal comme le montrent les nominations des capitaines du château, en 1441 et 1466. Le 20 février 1473, Tanneguy du Chastel, neveu de Tanneguy III du Chastel, principal conseiller du roi Louis XI, rend hommage lige au roi pour le château, terre et seigneurie de Châtillon. C'est probablement à cette époque qu'a été réalisée la porte d'en bas, au nord-ouest de l'enceinte, et dégagée en 1986. La veuve de Tanneguy du Chastel, Jeanne Raguenel, a conservé l'usufruit de la seigneurie. Puis Charles VIII donne Châtillon à son épouse Anne de Bretagne, le 11 octobre 1493. Elle habita au château et y fit faire des travaux. Mais le 18 mai 1494 elle a obtenu d'échanger le château de Châtillon contre celui de Mehun-sur-Yèvre. Charles VIII a séjourné à Châtillon du 9 au 14 avril et en juillet 1496. Louis XII a donné le duché de Berry avec le château de Châtillon à sa première épouse répudiée Jeanne de France. Elle obtient de l'archevêque de Bourges de faire bénir et consacrer la chapelle Notre-Dame du Château en 1499. À sa mort, en 1505, Châtillon fait retour au domaine royal.
François Ier donne à Charles du Solier, seigneur de Morette, la terre et seigneurie de Châtillon, le 28 mars 1524. Henri II reprend Châtillon en novembre 1547 qui fait partie du douaire de la reine Éléonore d'Autriche. Il fait retour au domaine royal à sa mort en 1558. Il en ressort quand il fait partie du complément d'apanage de François d'Alençon, en 1576. Il assigne la terre de Châtillon à Louis de Hacqueville, sieur de Neuville. La terre est reprise par Henri III en 1589 qui l'engage par 6 000 écus à Jean Marterau au nom de Florent Guyot, seigneur de Lessart. Louis de Hacqueville reçoit une rente en compensation de Châtillon par un arrêt de 1607.
Claude Chastillon a fait un dessin du donjon et de sa chemise vers 1600.
Florent Guyot, seigneur engagiste, fait faire d'importants travaux de fortification et des réparations. Le 19 décembre 1605, Florent Guyot vend la seigneurie de Châtillon à César de Bourbon, duc de Vendôme. Le roi a conservé le pouvoir de nommer le capitaine du château et de la ville qui est alors une place de sûreté des protestants.
Le 19 février 1648, Georges Ysoré a acheté la terre de Châtillon à César de Vendôme. Il fait faire d'importants travaux dans le château. Il est encore seigneur par engagement en 1661. Son fils René lui succède. La terre est saisie puis adjugée le 3 février 1681 à Paul Barillon d'Amoncourt. Il donne la terre de Châtillon en dot à sa fille pour son mariage avec Denis-Jean Michel Amelot de Chaillou, le 19 avril 1688. Après un demi-siècle de procédures, il a obtenu l'échange avec le roi des terres et maisons près du parc de Versailles contre Châtillon qui sort du domaine royal par un acte du parlement, le 7 septembre 1745. Jean-Jacques Amelot de Chaillou a succédé à son père à sa mort, en 1746. La terre de Châtillon est restée dans la famille Amelot jusqu'à la Révolution, avec Antoine-Jean qui meurt à la prison du Luxembourg, en 1795.
L'ingénieur Delalande venu estimer des travaux de démantèlement fait un plan du château à l'an III de la République. C'est le plus ancien plan du château.
Le 3 janvier 1797, les héritiers d'Antoine-Jean Amelot vendent le château, sauf le donjon, en sept lots. Le logis est découpé en quatre parcelles. Le donjon est vendu par Mme Amelot à Philippe Robin de La Cotardière le 11 novembre 1809. Le cadastre de 1812 montre que le château est découpé en une quarantaine de parcelles.
Le 10 février 1867, le donjon et sa chemise sont donnés à la commune par Édouard de La Cotardière. À partir de cette date, la commune a fait des travaux dans le château
- en 1876 : réfection de l'escalier reliant le château à l'église Notre-Dame. On ne sait pas à quelle date il avait été construit ;
- en 1885 : l'architecte fait un devis pour construire une école publique de garçons construite entre 1887 et 1889. Les murs sud de l'enceinte du château se trouvant entre la place du château et la place du marché sont détruits pour construire l'école. Un escalier est construit sur la descente de Bretagne ;
- le donjon est classé le 14 juin 1909,
- entre les deux guerres mondiales, une caserne de pompiers est installée dans les anciennes prisons, ce qui a conduit à une transformation de la façade ;
- en 1924, la tourelle du front nord-est de la chemise du donjon classé en 1909 est écrêtée et rehaussée pour installer un réservoir en béton pour alimenter une parcelle privée située en contrebas ;
- en 1930 la commune transforme le donjon pour installer un château d'eau dans sa partie haute avec la construction d'une citerne en béton armé et un escalier extérieur en ciment pour accéder au premier étage qui a été démonté par la suite. À partir de cette date, il est possible aux visiteurs de monter au sommet du donjon ;
- le 25 mai 1932, la ville a acheté deux parcelles de l'ancien logis. Elle fait aménager ces bâtiments pour y installer des salles de réunion, une salle de patronage laïc et une salle de spectacle par les architectes Albert Laprade et Jean Varaine. Les nouvelles installations sont inaugurées en 1935 ;
- le 21 octobre 1932, les façades et toitures du logis sont inscrites à l'inventaire supplémentaire des Monuments historiques, mais les intérieurs ne semblent pas protégés ;
- en 1940, des obus provoquent des brèches dans les parements extérieurs ;
- en 1954, 1955 et 1957, restauration du donjon à la suite de dégâts provoqués par des bombardements ;
- entre 1976 et 1978, un bâtiment est construit par l'architecte Brigand contre le corps principal du logis pour modifier les aménagements de Laprade et Varaine ;
- en 1980 commence le premier plan de restauration du château sous la direction de l'architecte Yves-Marie Froidevaux. La porte d'en bas[4] qui a dû être construite dans le dernier tiers du XVe siècle et semble avoir été laissé inachevée, a été dégagée en 1986 ;
- entre 1999 et 2011, les différentes parties du château avec sa chapelle ont été inscrites et classées au titre des Monuments historiques[5].

### La motte, la chemise, la «Grosse tour»

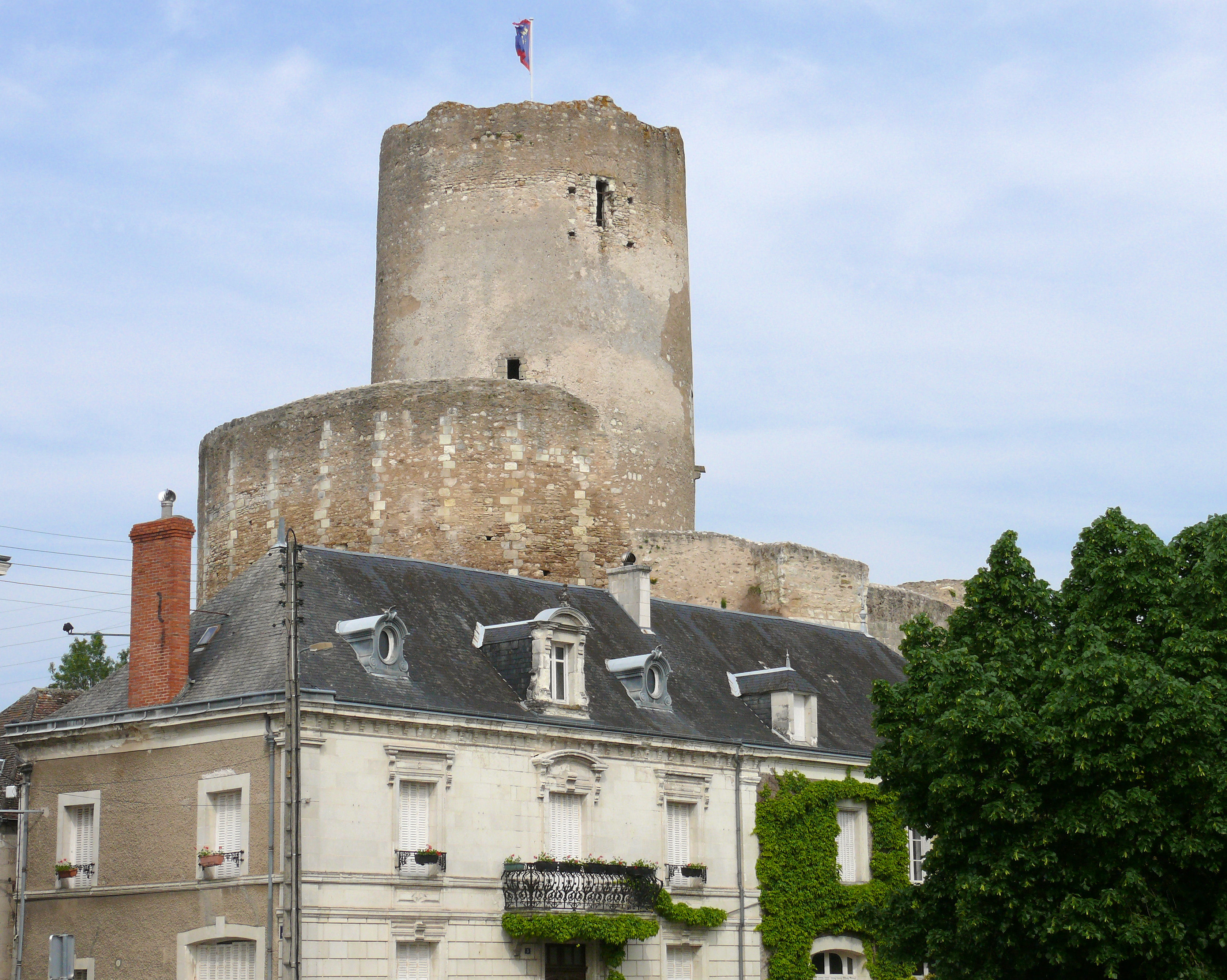
La chemise et la « Grosse tour ».

Le texte le plus ancien concernant le château montre qu'une motte castrale existait à Châtillon à l'époque de Charles II le Chauve. Actuellement la motte a un diamètre à sa base de moins de 50 m.
Bien qu'aucun texte ne permette de suivre les débuts de la construction de la chemise et de la grosse tour, le style des constructions, la comparaison à d'autres édifices mieux connus permettent d'en donner une chronologie approximative. La Tour de César peut être rapprochée du donjon du château de Château-Renault construit après l'incendie du château après 1151 par Thibaut V de Blois marié à Sibylle de Châteaurenault, veuve de Josselin d'Auneau, entre 1152 et 1163,.
Le château a été fondé sur un éperon calcaire aménagé en plateforme tabulaire lui donnant une forme en plan sensiblement triangulaire. Le donjon formé par la chemise et la grosse tour occupe un angle du triangle.
L'analyse dendrochronologique de bois de la superstructure de la grosse tour a donné une date de 1188 qui doit probablement marquer la date de la fin de la construction de la Tour de César, époque où elle appartenait encore au comte d'Anjou, roi d'Angleterre, Henri II.
La construction la plus ancienne du donjon est sa chemise. La partie de cette muraille à pans multiples à moellons et chaînage d'angle est antérieure à la grosse tour. Faisant le tour de la motte castrale, elle correspond à un plan de site castral « à motte et basse cour » qui s'est fixé aux XIe siècle et XIIe siècle. Sensiblement circulaire, elle a un diamètre moyen d'environ 27 m hors œuvre. La partie la plus ancienne, extérieure à l'enceinte castrale, a un diamètre d'environ 31 m pour se resserrer à la jonction avec l'enceinte. L'épaisseur de cette muraille est de 1,55 m. Son architecture se distingue sur sa partie extérieure par 23 pans d'une largeur maximale de 2 m. Cette chemise devrait dater des années 1150. Les photos prises avant 1900 montrent des créneaux comblés par un surhaussement de la chemise, probablement contemporain de l'épaississement du mur côté intérieur et du surhaussement du remblai contre la grosse tour. Cette partie a disparu avec la restauration de 1955. Avant la construction de la grosse tour, des bâtiments devaient probablement exister contre la chemise. On constate une différence d'aspect entre la partie de la chemise située hors de l'enceinte castrale et celle située à l'intérieur qui comprend une tourelle creuse.
Ces dispositions ont été radicalement modifiées au moment de la construction de la grosse tour qui doit dater des années 1180. Celle-ci est un cylindre légèrement tronconique de 11,70 m de diamètre hors œuvre au niveau du sol actuel, de 18 m de hauteur apparente mais avec un niveau souterrain de 6 m de profondeur. La tour est fondée sur le rocher. L'épaisseur des murs est de 3,10 m à la base. Ce niveau souterrain est séparé du niveau 2 par un plancher situé à 1 m au-dessus du niveau actuel de la motte. Le plancher est appuyé sur un retrait du mur diminuant son épaisseur au-dessus. Cette salle est couverte par une voûte en coupole, la seule dans la tour. Elle a un diamètre de 6,15 m. La salle au-dessus de la coupole, au niveau 3, a un diamètre de 6,30 m. Une dernière salle était appuyée sur un plancher appuyé sur un retrait marquant la transition avec le niveau 4. C'est ce qui apparaît sur le plan dressé en 1908 par l'architecte des Monuments historiques Georges Darcy. Il montre qu'un mur enterré existait dans la motte, à 1 mètre de la tour, qui peut être la trace d'un ancien fossé. Le donjon n'est pas centré par rapport à la chemise. Au sud-ouest, il est 4,30 m, et au nord-est, à 7,90 m. L'accès d'origine à la tour se trouvait du côté nord-ouest, à 6 m au-dessus du sol, et s'ouvrait sur le troisième niveau de la tour, au-dessus de la voûte en coupole. Cet accès a été muré. On n'a pu trouver comment on accédait à l'origine aux niveaux inférieurs de la tour. Le niveau quatre était accessible par un escalier en bois.
Tel qu'il est, pour Jean-Pierre Ravaux, la Tour de César serait le plus ancien donjon cylindrique voûté connu en France.
Les textes ne permettent pas de savoir en quoi consistaient les travaux de Jean de Louvres à la « tour du château » et « autres œuvres », entre 1304 et 1305.
La salle du premier étage (3e niveau) a été réaménagée avec la mise en place d'une cheminée dans la première moitié du XVe siècle. Cette cheminée est placée devant la porte d'origine. Une nouvelle porte est ouverte face à la tourelle creuse du front de gorge de la chemise. Un encadrement extérieur rectangulaire correspondait à la planchette du pont-levis et était visible avant d'être arraché par un obus en 1940 et supprimé par la restauration de 1955. Ce pont-levis retombait sur une pilette qui a disparu. Une passerelle dormante reliait la pilette à la tour creuse du front de gorge dans laquelle il y avait un escalier à vis. Ces modifications avaient probablement pour but d'en faire le logement d'un officier de la châtellenie comme pourrait le montrer un acte de 1441. Un curieux escalier de 9 marches en quart de tour permet d'accéder à une ouverte dans la salle du premier étage et de là, une rampe en bois appuyée sur des corbeaux permettait de monter à l'étage supérieur.
La tour a dû perdre son toit et le plancher du 4e niveau à la fin du XVe siècle ou au début du XVIe siècle. Ces suppressions ont conduit à la réalisation d'un dallage en gradins concentriques, avant 1559, au premier étage pour protéger les niveaux inférieurs des infiltrations d'eau. L'eau pouvait s'évacuer par un conduit traversant le foyer de la cheminée. La pose de ce dallage a peut-être supprimé l'oculus qui aurait donné accès aux salles des niveaux inférieurs à l'origine.
La destruction de la chemise du côté de la place du château a dû intervenir au début du XIXe siècle. Cette partie de la chemise est visible sur les dessins de Pierre Beaumesnil, du milieu du XVIIIe siècle, et probablement sur le plan de Pierre Delalande du 10 vendémiaire de l'an III.